# Plodovitovo, Stara Zagora
Plodovitovo (în bulgară Плодовитово) este un sat în comuna Bratea Daskalovi, regiunea Stara Zagora,  Bulgaria. 

## Demografie
Componența etnică a satului Plodovitovo
     Bulgari (96,07%)
     Romi (1,35%)
     Nicio identificare (2,56%)
     Altele (0%)
La recensământul din 2011, populația satului Plodovitovo era de 663 locuitori. Din punct de vedere etnic, majoritatea locuitorilor (96,07%) erau bulgari, cu o minoritate de romi (1,35%). Pentru 2,56% din locuitori nu este cunoscută apartenența etnică.